# يو إف سي 235
يو إف سي 235: جونز ضد سميث (بالإنجليزية: UFC 235: Jones vs. Smith)‏ هو حدث لفنون القتال المختلطة نظمته يو إف سي، أُقيم في 2 مارس 2019، على تي موبايل أرينا في بارادايس، نيفادا، الولايات المتحدة.